# D.O.A. (film din 1950)
D.O.A.  este un film noir american din 1950 regizat de Rudolph Maté. Este considerat un clasic al genului. În rolurile principale joacă actorii Edmond O'Brien, Pamela Britton și Luther Adler. A fost realizat la studiourile Cardinal Pictures, fiind distribuit de United Artists. Se află, în prezent, în domeniul public. Intriga frenetică a filmului se învârte în jurul căutării disperate a unui om pentru a afla cine l-a otrăvit și de ce.
Titlul filmului, D.O.A., este o prescurtare a expresiei: Dead on arrival (Decedat la sosire),  un termen folosit pentru a indica faptul că un pacient s-a dovedit a fi deja în moarte clinică la sosirea asistenței medicale profesioniste.
În 2004, D.O.A. a fost selectat pentru a fi inclus în Registrul Național de Film de către Biblioteca Congresului, fiind considerat „important din punct de vedere istoric, cultural sau estetic.”

## Actori
|  | Edmond O'Brien ca Frank Bigelow |  | Pamela Britton ca Paula Gibson |
|  | Luther Adler ca Majak           |  | Lynn Baggett ca Mrs. Phillips  |
|  | William Ching ca Halliday       |  | Henry Hart ca Stanley Phillips |
|  | Beverly Garland ca Miss Foster  |  | Neville Brand ca Chester       |
|  | Laurette Luez ca Marla Rakubian |  | Virginia Lee ca Jeannie        |